# 罗伊·霍奇森
萊·鶴臣 CBE （1947年8月9日—）是一名英格蘭前足球運動員，退役後擔任足球領隊。曾任教英格蘭國家隊。

## 教練生涯
鶴臣曾在8個國家或地區任教16支不同的球隊，領導自1960年代從未晉級大賽決賽週的瑞士國家隊，躋身1994年世界盃十六強及晉級1996年歐國盃決賽週。2006至2007年他執教芬蘭國家隊，帶領球隊達到歷來最高國際足協世界排名的第三十三位。鶴臣亦曾分別帶領國際米蘭及富咸晉級歐洲足協盃及其後續欧足联欧洲联赛的決賽。他曾領導的著名球隊還包括馬模、草蜢、哥本哈根、烏甸尼斯、布力般流浪及利物浦等。
鶴臣在2011年2月11日開始任教英超球會西布朗。鶴臣曾多次為歐洲足協擔任歐洲國家盃技術研究小組的成員；亦曾為國際足協在2006年世界盃擔當相同職務。他亦於不同國家或地區任教時擔任電視球評家，亦能說五種不同語言。
鶴臣在2012年5月接替卡比路成爲英格蘭國家隊領隊。2016年6月28日，在英格蘭在2016年歐洲國家杯十六強賽以1-2不敵首次晉身歐國盃決賽周的冰島後，辭任英格蘭領隊一職。2017年9月，英超球隊水晶宮邀請鶴臣為水晶宮新任領隊。鶴臣執掌水晶宮的首三場聯賽仍是全敗及零入球，結果聯賽開季七連敗及零入球成為英超的新紀錄，但水晶宮在鶴臣執掌下戰績大有改善，最後成功護級。鶴臣亦繼續執掌水晶宮至今，成為現時年齡最大的英超球隊領隊。
2020年3月，鶴臣簽署了續約合約，他留在水晶宮直到2020-21賽季結束。鶴臣其後一度表示不會再執教英超球隊，但最終在2022年1月接受屈福特邀請簽約半年，接替前領隊雲尼亞里，改寫由鶴臣自己保持的英超最年長領隊紀錄。
2023年3月21日，霍奇森與水晶宮達成協議，在接棒他的帕特里克·维埃拉被解僱後，他回鍋擔任球隊主教練，直到2022-23賽季結束。

## 個人生活
2018年，克羅伊登倫敦自治市議會授予霍奇森克羅伊登倫敦自治市榮譽市民。
2022年，霍奇森被授予大英帝國司令勳章(CBE)，並從英國足協主席威爾斯親王威廉手中接過勳章。他回應說：“我認為，當你為你所熱愛和服務的運動所做的貢獻而被你的國家認可時，我認為你必須將其視為最終的榮譽”。

## 榮譽

### 球會
咸史達斯
- 瑞典足球超级联赛冠軍（2）：1976年、1979年；

馬模
- 瑞典足球超级联赛冠軍（5）：1985年、1986年、1987年、1988年、1989年；
- 瑞典盃冠軍（2）：1985–86年、1988–89年；

納沙泰爾
- 瑞士超級盃冠軍（1）：1990年

國際米蘭
- 歐洲足協盃亞軍（1）：1997年；

哥本哈根
- 丹麥足球超級聯賽冠軍（1）：2000–01年；
- 丹麥超級盃冠軍（1）：2001年；

富咸
- 欧足联欧洲联赛亞軍（1）：2010年；

### 個人
- 英格蘭足球聯賽領隊協會年度最佳領隊（1）：2010年；
- 骑士一级芬兰雄狮勋章：2012年[12]

## 外部連結
- 足球資料庫：Roy Hodgson的領隊統計數據
- Fulham FC profile
- LFC History Profile[]
- This is Anfield Profile （页面存档备份，存于）